# Ângelo Mariano de Almeida
Ângelo Mariano de Almeida, noto come Ângelo (Salvador, 12 giugno 1981), è un ex calciatore brasiliano, di ruolo difensore o centrocampista.

## Caratteristiche tecniche
È stato un centrocampista esterno che agiva sulla fascia destra. Sovente poteva essere schierato nel ruolo di terzino destro.

## Carriera

### Club

#### Inizi
In Brasile ha giocato per tre stagioni con il Corinthians e per una con il São Caetano, per poi passare al Criciúma.

#### Lecce e Crotone
Nel gennaio 2005, nella sessione invernale del calciomercato, è stato acquistato dal Lecce, nella Serie A italiana.
Nella stagione seguente è andato in prestito al Crotone, in Serie B, tornando al Lecce nell'estate 2006. A gennaio ha subito un serio infortunio ai legamenti del ginocchio, che lo ha costretto a saltare quasi tutta la stagione 2006-2007, prima di rientrare nelle ultime giornate. L'unica marcatura stagionale la mette a segno nella trasferta contro il Verona. Nel campionato 2007-2008 mette a segno due gol: la prima in Lecce-Mantova (1-1), la seconda nell'ultima gara di campionato vinta dal Lecce contro il Vicenza con il risultato di 1-0. Nella stagione 2009-2010 vince con i giallorossi il campionato di Serie B, realizzando 4 reti in 41 presenze.
Al termine della stagione conclusa con la promozione in Serie A, dopo 100 presenze in quattro campionati consecutivi con la maglia giallorossa, rimane svincolato.

#### Parma e Siena
Nell'estate 2010 viene ingaggiato dal Parma. Qui si fa conoscere per i suoi assist, serve infatti quattro cross vincenti che Hernán Crespo realizza in altrettante partite. Nella sessione estiva di calciomercato, Ângelo si trasferisce al Siena nell'ambito dell'operazione che vede il riscatto di Galloppa da parte dei gialloblù. Il 24 novembre 2011 sigla il goal decisivo per la sua squadra nella partita di Coppa Italia vinta 2-1 contro il Cagliari.
Nell'estate 2011 si accasa al Siena, club militante in Serie A. Il 13 aprile 2013 dopo 96 presenze in Serie A riesce a siglare il suo primo gol in campionato realizzando l'1-0 iniziale della sua squadra ai danni del Pescara: la partita finirà poi 3-2 a favore dei toscani. Il 22 luglio 2014, dopo la mancata iscrizione del Siena al campionato di Serie B, rimane svincolato.

#### Latina e Foggia
Il 23 luglio 2014 firma un biennale con opzione per il terzo con il Latina, dove ritrova l'allenatore che aveva avuto al Siena Mario Beretta.
Il 15 luglio 2015 viene ceduto a titolo definitivo in Lega Pro al Foggia con cui firma un contratto di durata biennale. Il 28 febbraio 2016 realizza la sua prima doppietta in carriera ai danni della Lupa Castelli Romani, con due tiri da fuori area. Il 23 aprile 2017, dopo una stagione caratterizzata da un lungo infortunio, conquista con il Foggia la promozione in Serie B con la vittoria del campionato di Lega Pro girone C. In due stagioni mette insieme 54 presenze e 3 gol.

#### Ultimi anni
Il 30 agosto di quell’anno viene ufficializzata la sua cessione a titolo definitivo al Matera, sempre nella stessa categoria; gioca 25 partite in campionato.
Il 26 ottobre 2018 viene ingaggiato dalla squadra pugliese del Gravina, in Serie D. Il 14 dicembre si svincola.
Il 2 febbraio 2019 firma con il Montescaglioso, squadra dell'Eccellenza Basilicata, nella quale conclude la carriera da giocatore .

## Statistiche

### Presenze e reti nei club
| Stagione           | Squadra            | Campionato         | Campionato | Campionato | Coppe nazionali | Coppe nazionali | Coppe nazionali | Coppe continentali | Coppe continentali | Coppe continentali | Altre coppe | Altre coppe | Altre coppe | Totale | Totale |
| Stagione           | Squadra            | Comp               | Pres       | Reti       | Comp            | Pres            | Reti            | Comp               | Pres               | Reti               | Comp        | Pres        | Reti        | Pres   | Reti   |
| ------------------ | ------------------ | ------------------ | ---------- | ---------- | --------------- | --------------- | --------------- | ------------------ | ------------------ | ------------------ | ----------- | ----------- | ----------- | ------ | ------ |
| 2000               | Corinthians        | A                  | 1          | 0          |                 |                 |                 |                    |                    |                    |             |             |             | 1      | 0      |
| 2001               | Corinthians        | A                  | 12         | 1          |                 |                 |                 |                    |                    |                    |             |             |             | 12     | 1      |
| 2002               | Corinthians        | A                  | 4          | 0          |                 |                 |                 |                    |                    |                    |             |             |             | 4      | 0      |
| Totale Corinthians | Totale Corinthians | Totale Corinthians | 17         | 1          |                 |                 |                 |                    |                    |                    |             |             |             | 17     | 1      |
| 2003               | São Caetano        | A                  | 13         | 0          |                 |                 |                 |                    |                    |                    |             |             |             | 13     | 0      |
| 2004               | Criciúma           | A                  | 15         | 1          |                 |                 |                 |                    |                    |                    |             |             |             | 15     | 1      |
| gen.-giu. 2005     | Lecce              | A                  | 17         | 0          | CI              | -               | -               | -                  | -                  | -                  | -           | -           | -           | 17     | 0      |
| 2005-gen. 2006     | Lecce              | A                  | 12         | 0          | CI              | 0               | 0               | -                  | -                  | -                  | -           | -           | -           | 12     | 0      |
| gen.-giu. 2006     | Crotone            | B                  | 12         | 0          | CI              | -               | -               | -                  | -                  | -                  | -           | -           | -           | 12     | 0      |
| 2006-2007          | Lecce              | B                  | 19         | 1          | CI              | 1               | 0               | -                  | -                  | -                  | -           | -           | -           | 20     | 1      |
| 2007-2008          | Lecce              | B                  | 32+4       | 2          | CI              | 1               | 0               | -                  | -                  | -                  | -           | -           | -           | 37     | 2      |
| 2008-2009          | Lecce              | A                  | 10         | 0          | CI              | 1               | 0               | -                  | -                  | -                  | -           | -           | -           | 11     | 0      |
| 2009-2010          | Lecce              | B                  | 39         | 4          | CI              | 2               | 0               | -                  | -                  | -                  | -           | -           | -           | 41     | 4      |
| Totale Lecce       | Totale Lecce       | Totale Lecce       | 129+4      | 7          |                 | 5               | 0               |                    | -                  | -                  |             | -           | -           | 138    | 7      |
| 2010-2011          | Parma              | A                  | 21         | 0          | CI              | 0               | 0               | -                  | -                  | -                  | -           | -           | -           | 21     | 0      |
| 2011-2012          | Siena              | A                  | 13         | 0          | CI              | 5               | 2               | -                  | -                  | -                  | -           | -           | -           | 18     | 2      |
| 2012-2013          | Siena              | A                  | 28         | 1          | CI              | 0               | 0               | -                  | -                  | -                  | -           | -           | -           | 28     | 1      |
| 2013-2014          | Siena              | B                  | 41         | 0          | CI              | 4               | 1               | -                  | -                  | -                  | -           | -           | -           | 45     | 1      |
| Totale Siena       | Totale Siena       | Totale Siena       | 82         | 1          |                 | 9               | 3               |                    | -                  | -                  |             | -           | -           | 91     | 4      |
| 2014-2015          | Latina             | B                  | 25         | 0          | CI              | 2               | 0               | -                  | -                  | -                  | -           | -           | -           | 27     | 0      |
| 2015-2016          | Foggia             | LP                 | 31+3       | 2          | CI+CI-LP        | 3+3             | 0               | -                  | -                  | -                  | -           | -           | -           | 40     | 2      |
| 2016-2017          | Foggia             | LP                 | 20         | 1          | CI+CI-LP        | 2+3             | 0               | -                  | -                  | -                  | SC-LP       | 0           | 0           | 25     | 1      |
| ago. 2017          | Foggia             | B                  | -          | -          | CI              | 0               | 0               | -                  | -                  | -                  | -           | -           | -           | 0      | 0      |
| Totale Foggia      | Totale Foggia      | Totale Foggia      | 51+3       | 3          |                 | 11              | 0               |                    | -                  | -                  |             | 0           | 0           | 65     | 3      |
| ago. 2017-2018     | Matera             | C                  | 25         | 0          | CI+CIC          | 0+1             | 0               | -                  | -                  | -                  | -           | -           | -           | 26     | 2      |
| ott.-dic. 2018     | Gravina            | D                  | 7          | 0          | CID             | 0               | 0               | -                  | -                  | -                  | -           | -           | -           | 7      | 0      |
| feb. 2019-         | Montescaglioso     | Ecc.               | -          | -          | CI-Dil.         | -               | -               | -                  | -                  | -                  | -           | -           | -           | -      | -      |
| Totale carriera    | Totale carriera    | Totale carriera    | 397+7      | 13         |                 | 28              | 3               |                    | -                  | -                  |             | -           | -           | 432    | 16     |

## Palmarès

### Club

#### Competizioni nazionali
- Serie B: 1

Lecce: 2009-2010
- Lega Pro: 1

Foggia: 2016-2017
- Coppa Italia Lega Pro: 1

Foggia: 2015-2016
- Supercoppa di Lega Pro: 1

Foggia: 2017